# Província de Nagato
Nagato (japonès: 長門国, Nagato no kuni), se solia anomenar com a Chōshū (長州, Chōshū), era una província del Japó. Es troba a l'extrem més occidental de l'illa de Honshū, a l'àrea que avui ocupa la prefectura de Yamaguchi. Nagato limitava amb els províncies d'Iwami i de Suō.
Tot i que antiga capital de la província era Shimonoseki, Hagi solia ser la seu del han (feu). Nagato estava governada pel clan Mōri abans i després de la batalla de Sekigahara.
El 1871, amb l'abolició del sistema han i l'establiment de les prefecturas (Haihan Chiken) després de la Restauració Meiji, els províncies de Nagato i Suō es van unir per formar la prefectura de Yamaguchi.
Històricament, l'oligarquia que va pujar el poder després de la Restauració Meiji de 1868 va tenir una forta representació de la província de Chōshū, Itō Hirobumi, Yamagata Aritomo i Kido Koin (també coneguda com a Katsura Kogoro) eren d'allà. Altres natius famosos pel seu paper a la restauració són, entre d'altres, Yoshida Shōin, Takasugi Shinsaku i Kusaka Genzui.